# Fino del Monte
Fino del Monte (lombardul: Fì dol Mùt) település Olaszországban, Lombardia régióban, Bergamo megyében. Lakosainak száma 1163 fő (2023. január 1.). Fino del Monte Castione della Presolana, Songavazzo, Rovetta és Onore községekkel határos.

## Népesség
A település lakossága az elmúlt években az alábbi módon változott:
| Lakosok száma | 1131 | 1142 | 1163 |
|               | 2017 | 2018 | 2023 |